# Еловикова, Ангелина Владимировна
Ангелина Владимировна Еловикова (род. 30 июля 1993 года) — российская спортсменка. Чемпионка Европы, многократная чемпионка России по пауэрлифтингу. Рекордсменка России, Мира и Европы. Мастер спорта России международного класса по пауэрлифтингу.

## Карьера
Ангелина Еловикова начала заниматься пауэрлифтингом будучи студенткой 1 курса в городе Владивосток, под руководством Теледис Костаса Константиновича.
В 2015 году окончила Морской государственный университет по направлению психология, также в этом же году начала заниматься тренерской деятельностью.
В 2019 году выиграла чемпионат Европы. Стала обладательницей трех золотых и одной серебряной медалей, а также установила два мировых рекорда и рекорд Европы, с результатом в сумме троеборья – 543,5 кг., и выполнила норматив Мастер спорта России международного класса по пауэрлифтингу
В 2021 году установила три рекорда России: в приседании, становой тяге и в сумме трёх упражнений.

## Спортивные достижения

#### Международные соревнования
- Чемпионат Европы по классическому пауэрлифтингу 2019[5] — ;
- Чемпионат Европы по классическому пауэрлифтингу 2018[6] — ;
- World Classic Powerlifting Championships 2021[7] — ;
- Чемпионат мира IPF среди спортсменов 14-18 и 19-23 лет по пауэрлифтингу 2016[8] — ;

#### Чемпионаты России
- Чемпионат и первенства России по классическому пауэрлифтингу 2022[9] — ;
- Кубок России по пауэрлифтингу 2021[10] — ;
- Всероссийские соревнования по пауэрлифтингу "Белые ночи"[11] — ;
- Чемпионат и первенства России по классическому пауэрлифтингу 2021[12] — ;
- Чемпионат и первенства России по классическому пауэрлифтингу 2020[13] — ;
- Чемпионат и первенства России по классическому пауэрлифтингу 2019[14] — ;
- Чемпионат России по классическому пауэрлифтингу 2018[15] — ;
- Первенство России среди спортсменов 14-18 и 19-23 лет по пауэрлифтингу 2016[16] — ;
- Чемпионат России по пауэрлифтингу 2015 — ;